# Rhaponticum lyratum
Rhaponticum lyratum là một loài thực vật có hoa trong họ Cúc. Loài này được C.Winkl. ex Iljin miêu tả khoa học đầu tiên năm 1933.